# Ellington (Connecticut)
Ellington è un comune di 12.921 abitanti degli Stati Uniti d'America, situato nella Contea di Tolland nello Stato del Connecticut.